# Gao Qinrong
Qinrong Gao, (cinese 高勤荣; pinyin: Gāo Qínróng) (1955), è un giornalista cinese che è stato imprigionato per otto anni dopo aver denunciato nella sua provincia natale, lo Shanxi, un progetto di irrigazione fraudolento.
Nel 2007 Gao Qinrong ha vinto il Premio International Press Freedom Award del Comitato per la protezione dei giornalisti.
Gao ha lavorato nello Shanxi come inviato per l'agenzia di stampa Xinhua. Nel 1998 pubblicò sullo Shanxi Youth Daily un'inchiesta riguardante i funzionari della città di Yuncheng, i quali avevano organizzato un falso progetto di irrigazione del valore di 35 milioni di dollari per migliorare le loro possibilità di promozione. Inizialmente diffusa solo tra i funzionari del Partito Comunista, l'inchiesta attirò presto l'attenzione nazionale e internazionale.
Gao fu arrestato il 4 dicembre 1998. Dieci giorni dopo, venne accusato di vari reati tra cui appropriazione indebita, frode e sfruttamento della prostituzione. Il 28 dicembre si tenne un processo segreto, dove Gao venne dichiarato colpevole e condannato a 12 di reclusione.
L'attenzione mediatica sul caso di Gao ha nuovamente puntato i riflettori sulle sfide che i giornalisti cinesi devono affrontare quando svolgono il loro lavoro.
Durante la carcerazione diresse un giornale e fu rilasciato anticipatamente nel dicembre del 2006, dopo aver scontato 8 anni di pena. I media statali cinesi hanno descritto il suo caso come un esempio della volontà delle autorità di combattere la corruzione, e un giornale ha dichiarato che il fatto di aver incastrato e arrestato il giornalista Gao Qinrong dopo la denuncia dello spaventoso spettacolo sulla corruzione locale è un avvenimento alquanto raro.
Gao è sposato con Dui Maoying, la quale ha fatto pressione sugli ufficiali per il rilascio del marito durante la prigionia.